# Neastacilla marionensis
Neastacilla marionensis är en kräftdjursart som först beskrevs av Frank Evers Beddard 1886.  Neastacilla marionensis ingår i släktet Neastacilla och familjen Arcturidae. Inga underarter finns listade i Catalogue of Life.